# Новая Британия
Новая Британия (англ. New Britain, ток-писин Niu Briten), ранее (в 1885—1914 гг.) Новая Померания (нем. Neupommern) — меланезийский остров в составе Папуа — Новой Гвинеи. Самый крупный из островов архипелага Бисмарка, называвшегося до 1885 года Новобританским архипелагом.

## География

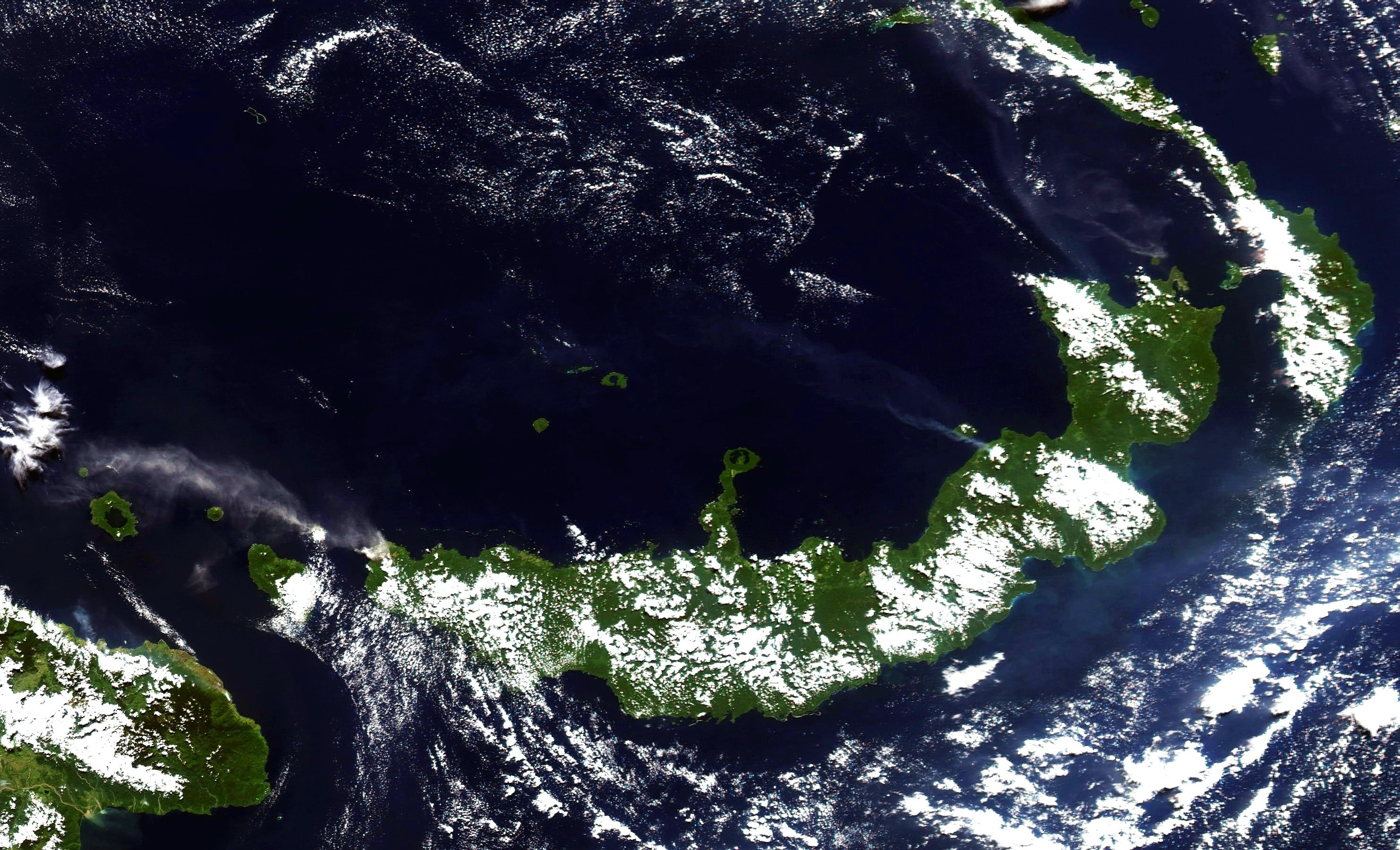
Вид Новой Британии из космоса

Площадь острова составляет 35 144,6 км², на нём проживает около 500 тысяч жителей (2011). Его длина составляет 600 км, а максимальная ширина — 80 км. С 1966 года Новая Британия поделена на две административные единицы — провинции Восточная Новая Британия и Западная Новая Британия. Восточная провинция по площади меньше западной, но превосходит её по количеству жителей и значимости.
Административным центром Западной Новой Британии является город Кимбе, а Восточной Новой Британии до извержения вулкана Тавурвур в 1994 году был город Рабаул. Большинство его жителей бежали и осели в городе Кокопо, ставшим впоследствии административным центром, в том числе благодаря своему более безопасному расположению.
Вдоль острова тянется разрезанный ущельями горный массив, наиболее высокой точкой которого является вулкан Синевит (2438 м). Основная часть острова покрыта тропическим лесом.
Пролив Дампир отделяет Новую Британию от острова Умбой, пролив Святого Георгия — от острова Новая Ирландия.

## История
Новая Британия была открыта относительно поздно, в 1700 году, британским мореплавателем Уильямом Дампиром. С 1885 по 1899 год остров был во владении Германской Новогвинейской компании и назывался Новой Померанией (Neupommern). C 1899 по 1914 год входил в колонию Германская Новая Гвинея. В эту эпоху на острове промышленно выращивался хлопок. 
С началом Первой мировой войны остров заняли австралийские войска. После окончания войны Австралия управляла островом, получив на это мандат Лиги Наций.
Во время Второй мировой войны, после битвы за Рабаул, остров был оккупирован войсками Японской империи. Американцам удалось высадиться на северо-западе острова (Operation Dexterity), а также у мыса Меркус на юго-западе. Тем не менее в Рабаул (тогдашнюю столицу острова) американцы смогли войти лишь после всеобщей японской капитуляции.

## Население
Самой древней этнической группой Новой Британии являются папуасы. Вторыми по хронологической последовательности остров заселили поселенцы из Меланезии. Наиболее многочисленной этнической группой является народность толаи. Народность байнинг, живущая в горных местностях, обрела некоторую известность благодаря своему ритуальному «огненному танцу» и украшениям пениса. Помимо них, на острове проживают народы киленге, сулка и лакалаи.
В Новой Британии распространены австронезийские и папуасские языки. Среди папуасских имеются неклассифицированные языки (маколкол), изоляты (ата, анем и таулил иногда включаются в западно-новобританские языки; кол, сулка), так и языки, объединяемые в семью баининг (кайрак, какет, мали, симбали, ура).